# Desprendimiento de glaciar en Uttarakhand en 2021
El desprendimiento de un glaciar en Uttarakhand de 2021 fue un evento ocurrido en la mañana del 7 de febrero de 2021, cuando, a las 10:45 hora india, se creó una riada en las faldas del monte Nanda Devi, por causas que aún se están estudiando, aunque se barajan varias hipótesis. El suceso ocasionó inundaciones relámpago en los ríos Alakhanda y Dhauliganga, en los cuales se estaban llevando a cabo trabajos de construcción de presas hidroeléctricas. Muchos trabajadores de las mismas desaparecieron bajo el lodo a causa de ello. De momento se han localizado 50 cadáveres y se han rescatado 27 personas con vida. Una cifra indeterminada de personas, se estima que cercana a los 200, continúa desaparecida.
Se trata de la mayor operación de búsqueda y rescate en el estado de Uttarakhand tras los sucesos de junio de 2013, donde fuertes lluvias causaron graves inundaciones y corrimientos de tierra que dejaron más de 5.700 personas fallecidas, siendo el ya mencionado estado de Uttarakhand el más afectado durante las mismas.

## Antecedentes
Los científicos han advertido que el cambio climático está derritiendo los glaciares del Himalaya a un ritmo alarmante, más del doble de media que en el siglo XX. Los glaciares, que abastecen de agua a un gran número de personas, podrían desaparecer en su mayor parte a finales de siglo. "Esto se parece mucho a un evento de cambio climático", dijo Anjal Prakash, profesor de la Escuela de Negocios de la India en Hyderabad. "Los glaciares se están derritiendo debido al calentamiento global".

## Causa
La inundación se produjo cuando una parte del glaciar Nanda Devi se desprendió en la madrugada del 7 de febrero, liberando el agua atrapada tras el hielo en una crecida de lago glacial. La causa del desprendimiento del glaciar puede deberse al cambio climático o a proyectos de construcción en la zona. La fuente, probablemente un lago proglacial represado por el till glacial que se depositó al retroceder los glaciares del Himalaya, podría haber estado oculta bajo una capa de hielo que la enmascaraba en las imágenes por satélite. Otros científicos han señalado que las imágenes por satélite sugieren que podría haber sido un desprendimiento de tierra el que desencadenó los acontecimientos.

## Consecuencias
El proyecto energético de Rishiganga, en el río Rishiganga, afluente del Dhauliganga, resultó dañado y 35 obreros que trabajaban en el proyecto están desaparecidos. El distrito de Chamoli, en Uttarakhand, parece haber sido el más afectado por la crecida del río Dhauliganga. La presa del Dhauliganga, situada en la confluencia de los ríos Rishiganga y Dhauliganga (a 30°33′45″N 79°34′33″E), fue arrastrada por las aguas. El ministro jefe, Trivendra Singh Rawat, declaró que las inundaciones repentinas también afectaron a un proyecto hidroeléctrico mucho mayor, propiedad de la NTPC, en el que trabajaban unos 176 obreros y que contaba con dos túneles en los que quedaron atrapados. Altos cargos de la policía declararon a los medios de comunicación que un puente en la zona de Tapovan, que conectaba 13 aldeas, fue arrastrado por la avalancha.  Algunos expertos han sugerido que la reducción de las nevadas de este invierno puede haber influido en el desastre.
Los lugares más afectados por las inundaciones son Joshimath, el distrito de Chamoli, Reni, el Parque Nacional de Nanda Devi, la central hidroeléctrica de Tapovan Vishnugad y Saldhar.

## Operaciones de rescate
Muchos pueblos fueron evacuados anteriormente, ya que las autoridades vaciaron dos presas situadas más abajo en el río para evitar que las aguas llegaran a las ciudades de Haridwar y Rishikesh.  Dos C-130J Super Hercules con 3 equipos de la Fuerza Nacional de Respuesta a Desastres (NDRF) se han desplegado en la misión de rescate.  Según el director general de la NDRF, las labores de rescate podrían durar hasta 2 días. Los equipos de emergencia consiguieron rescatar a 16 trabajadores que habían quedado atrapados en un túnel. Se cree que hay entre 35 y 40 trabajadores atrapados en un segundo túnel. En el proyecto hidroeléctrico Tapovan Vishnugad, que está construyendo la NTPC a 5 km río abajo, los equipos de rescate han intentado abrirse paso por un túnel para rescatar al menos a 30 trabajadores

## Galería
La operación de rescate en la central hidroeléctrica Tapovan Vishnugad de NTPC - Túnel 1; 

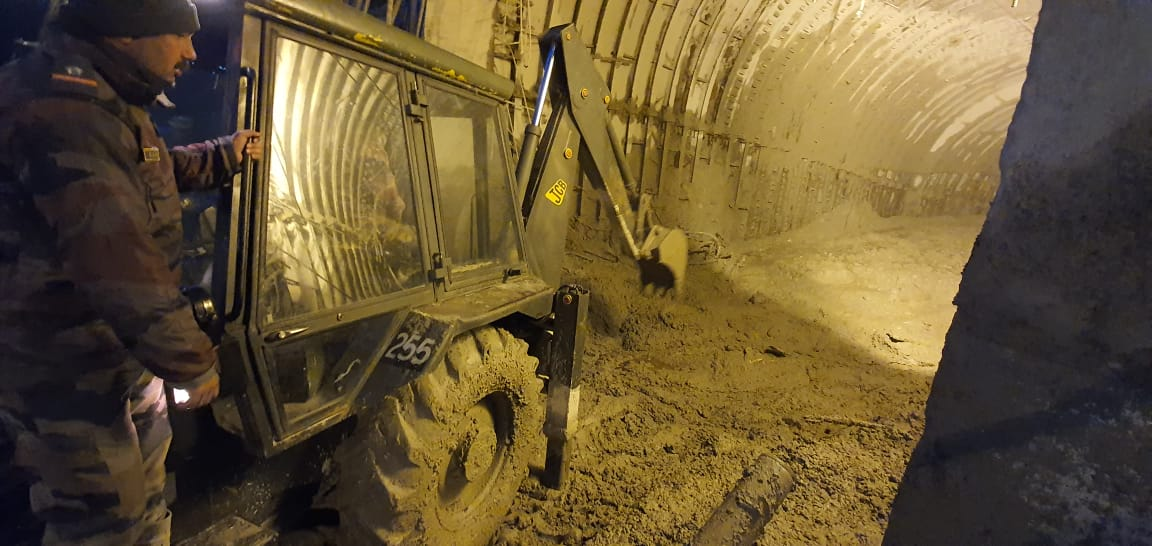
Operación de rescate en el túnel 1 de la central hidroeléctrica de Tapovan Vishnugad, Fecha: 8 de febrero de 2021
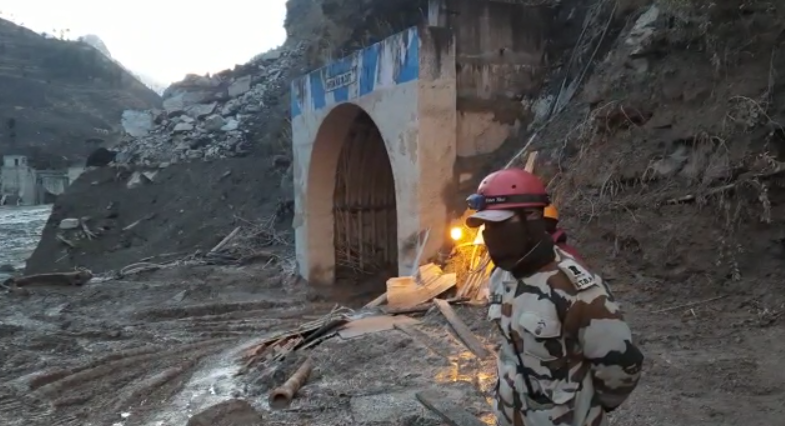
Operación de rescate en el túnel 1 de la central hidroeléctrica de Tapovan Vishnugad, Fecha: 8 de febrero de 2021
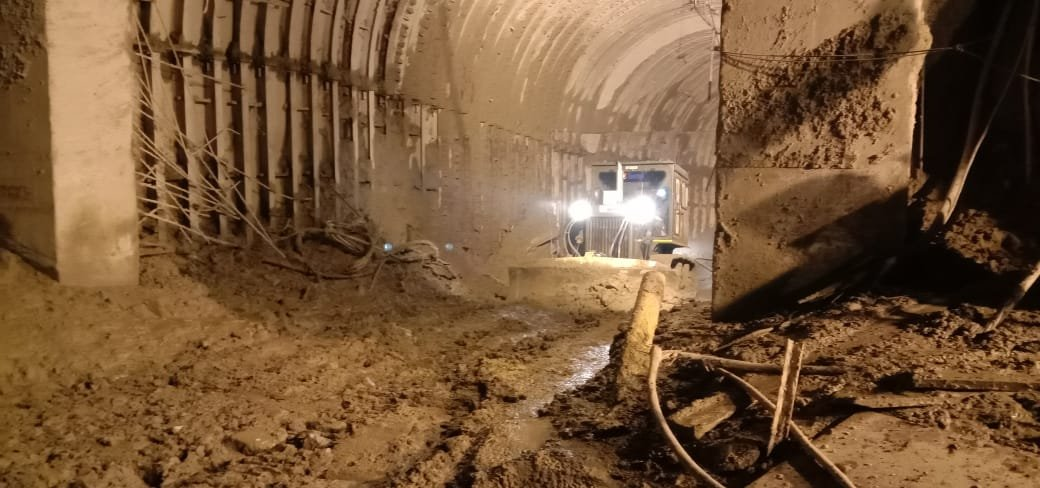
Operación de rescate en el túnel 1 de la central hidroeléctrica de Tapovan Vishnugad, Fecha: 8 de febrero de 2021

La operación de rescate en la central hidroeléctrica Tapovan Vishnugad de NTPC - Túnel 2;

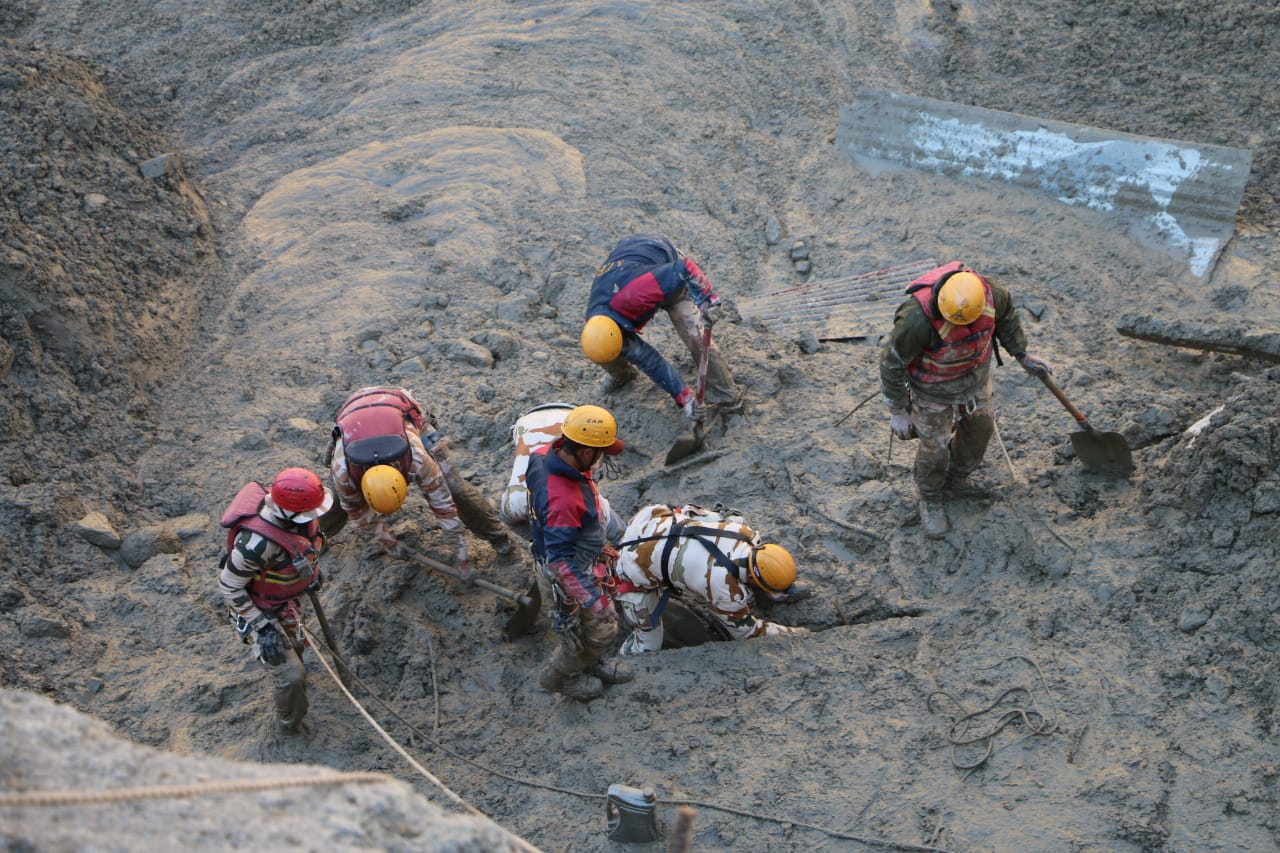
Operación de rescate en el túnel 2 de la central hidroeléctrica de Tapovan Vishnugad, Fecha: 8 de febrero de 2021
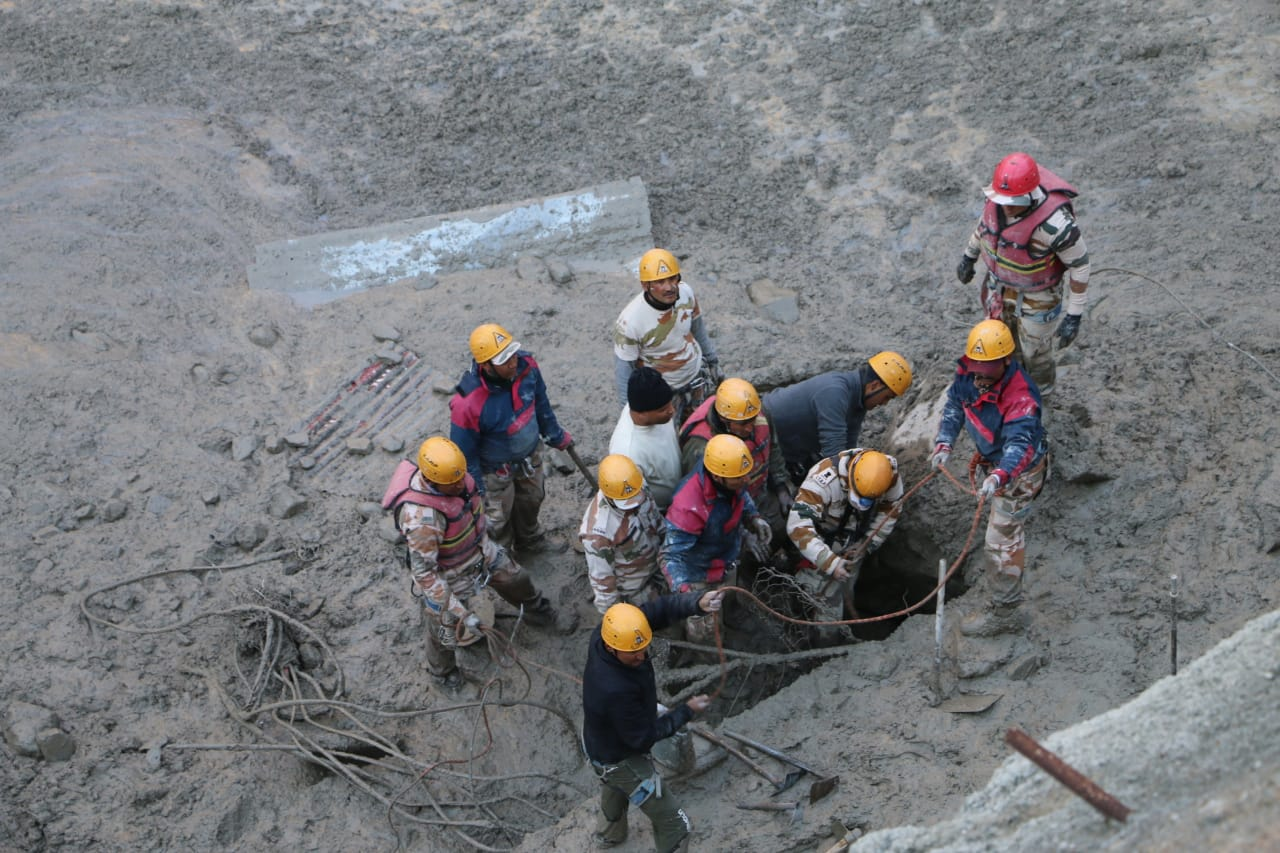
Operación de rescate en el túnel 2 de la central hidroeléctrica de Tapovan Vishnugad, Fecha: 8 de febrero de 2021
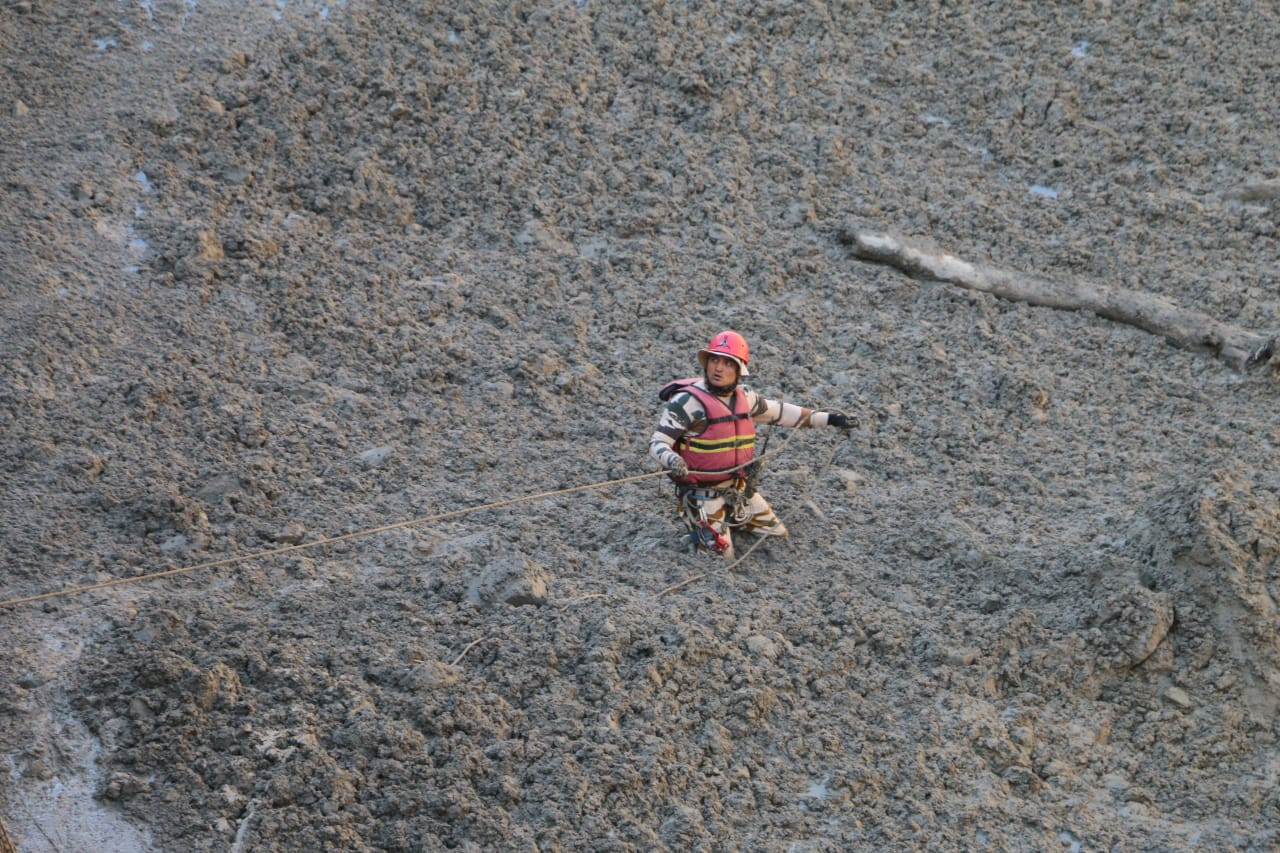
Operación de rescate en el túnel 2 de la central hidroeléctrica de Tapovan Vishnugad, Fecha: 8 de febrero de 2021
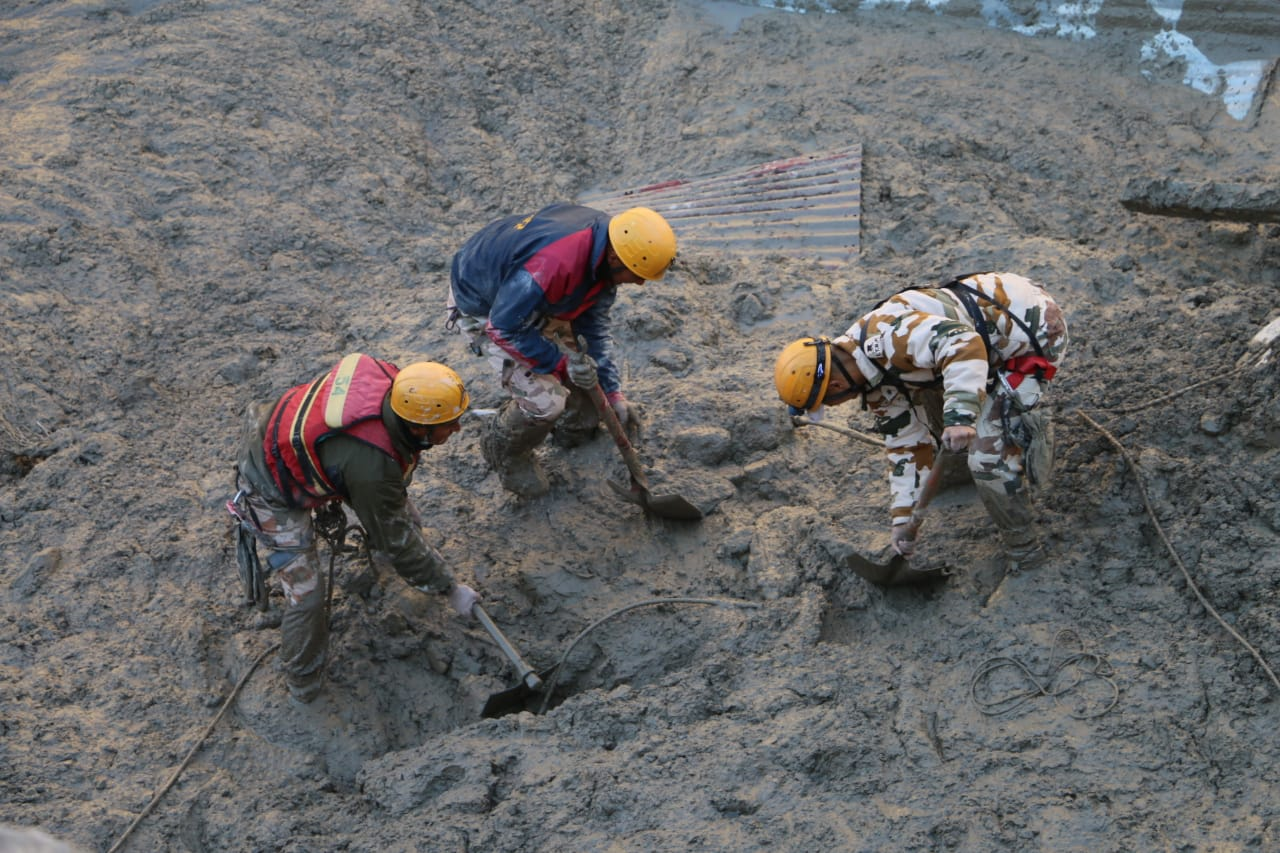
Operación de rescate en el túnel 2 de la central hidroeléctrica de Tapovan Vishnugad, Fecha: 8 de febrero de 2021